# Wild Bill (1995)
Wild Bill is een Amerikaanse western uit 1995, geregisseerd door Walter Hill.
Het scenario is gebaseerd op de romans Deadwood (1986) van Pete Dexter en Fathers ans Sons (1978) van Thomas Babe.

## Verhaal
Sheriff Wild Bill Hickok, een levende legende in het Wilde Westen, wordt achterna gezeten door zijn reputatie en zijn verleden. Hij is niet alleen ouder geworden maar ook half blind. Hij geniet nog steeds veel aanzien maar hij is ook een zware drinker en een drugsverslaafde.
Niettemin weigert hij het wat rustiger aan te doen en is hij vastbesloten zijn avontuurlijk leven te blijven leiden. Hij komt terecht in Deadwood waar hij Calamity Jane terugziet, de vrouw met wie hij al jaren een knipperlichtrelatie heeft. 
De jonge Jack McCall is op zoek naar Wild Bill. Hij heeft gezworen hem uit wraak te vermoorden.

## Rolverdeling
| Acteur              | Personage        |
| ------------------- | ---------------- |
| Jeff Bridges        | Wild Bill Hickok |
| Ellen Barkin        | Calamity Jane    |
| John Hurt           | Charley Prince   |
| Diane Lane          | Susannah Moore   |
| Keith Carradine     | Buffalo Bill     |
| David Arquette      | Jack McCall      |
| Christina Applegate | Lurline Newcomb  |
| Bruce Dern          | Will Plummer     |
| James Gammon        | California Joe   |
| Marjoe Gortner      | dominee          |
| James Remar         | Donnie Lonigan   |
| Steve Reevis        | Sioux-opperhoofd |
| Pato Hoffmann       | Cheyenne-leider  |
| Dennis Hayden       | Phil Coe         |
| Peter Jason         | Dave McCandless  |
| Lee de Broux        | Carl Mann        |